# Sławomir Marat
 Sławomir Marat  (ur. 1956 w Jeleniej Górze) zm.12.07.2025r.  – generał brygady Wojska Polskiego;
szef Inspektoratu Wojskowej Służby Zdrowia (2010).

## Życiorys
Sławomir Marat syn Jana urodził się w 1956 w Jeleniej Górze. W 1976 rozpoczął służbę wojskową jako słuchacz Wydziału Lekarskiego w Wojskowej Akademii Medycznej w Łodzi. W 1982 został skierowany do Lublina, gdzie pełnił służbę na stanowisku lekarza w 1 Szpitalu Wojskowym. W 1983 otrzymał przydział służbowy do Pomiechówka, gdzie był lekarzem w 2 Rejonowej Składnicy Technicznej. W 1988 został skierowany do Legionowa, gdzie objął stanowisko kierownika gabinetu chorób dzieci w 53 batalionie medycznym. W 1994 został wyznaczony na stanowisko zastępcy przewodniczącego, następnie przewodniczącego Rejonowej Komisji Lekarskiej w Legionowie. W 2001 został szefem zespołu, następnie był przewodniczącym Centralnej Wojskowej Komisji Lekarskiej w Warszawie. W 2007 objął stanowisko zastępcy szefa Inspektoratu Wojskowej Służby Zdrowia - Naczelnego Lekarza Wojska Polskiego. 25 stycznia 2010 po odwołaniu przez ministra obrony narodowej Bogdana Klicha gen. bryg. Andrzeja Wiśniewskiego został wyznaczony na stanowisko szefa Inspektoratu Wojskowej Służby Zdrowia otrzymując zadanie przygotowania reformy w systemie jej funkcjonowania. W tym samym roku po ośmiu miesiącach złożył wniosek o odejście do cywila. W listopadzie 2010 po 34 latach służby zakończył zawodową służbę wojskową. 

## Awanse
- podporucznik – 1982[1]

(...)
- generał brygady – 2009[5]

## Ordery, odznaczenia i wyróżnienia
- Brązowy Krzyż Zasługi – 2000[2]
- Srebrny Medal za Długoletnią Służbę[6]
- Odznaka pamiątkowa Inspektoratu Wojskowej Służby Zdrowia – 2010, ex officio

i inne